# Begonia truncicola
Begonia truncicola là một loàithực vật thuộc họ Begoniaceae. Đây là một cây leo đặc hữu của Ecuador. Môi trường sống tự nhiên của chúng là vùng núi ẩm nhiệt đới hoặc cận nhiệt đới. Chúng hiện đang bị đe dọa vì mất môi trường sống.